# ویلا ریج (میزوری)
ویلا ریج (به انگلیسی: Villa Ridge) یک منطقهٔ مسکونی در ایالات متحده آمریکا است که در شهرستان فرانکلین، میزوری واقع شده‌است. ویلا ریج ۱۲٫۶۷ کیلومتر مربع مساحت و ۲٬۶۳۶ نفر جمعیت دارد و ۲۰۱ متر بالاتر از سطح دریا واقع شده‌است.